# Kürşad Sürmeli
Kürşad Sürmeli (sinh 14 tháng 8 năm 1995) là một cầu thủ bóng đá Hà Lan gốc Thổ Nhĩ Kỳ thi đấu cho Achilles '29.

## Sự nghiệp câu lạc bộ
Anh ra mắt tại Eerste Divisie cho Achilles '29 ngày 24 tháng 8 năm 2013 trong trận đấu với Almere City FC.